# Ernest Ružič
Ernest Ružič, slovenski novinar, pesnik, pisatelj, * 4. april 1941, Peskovci; † 11. januar 2020, Murska Sobota.

## Življenje
Ernest Ružič se je rodil 4. aprila 1941 v Peskovcih na Goričkem, osnovno šolo je prve štiri razrede obiskoval v OŠ v Adrijancih, druge štiri razrede pa v Šalovcih na Goričkem. Po osnovni šoli je tri leta delal na kmetiji, naprej je šel na srednjo kmetijsko šolo v Rakičanu pri Murski Soboti, nato pa je začel študirati na mariborski pedagoški akademiji, usmerjen v študij slovenskega, srbohrvaškega in makedonskega jezika. Živel je v Murski Soboti. Umrl je po dolgotrajni bolezni.

## Delo
Za svojo poklicno pot si je izbral novinarstvo (že med študijem je delal na Radiu Maribor) in se z njim ukvarja že od leta 1965, vseskozi na RTV Slovenija. Sprva je delal kot dopisnik Radia Slovenija iz Pomurja, nato kot novinar v uredništvu oddaj za Slovence po svetu. Po letu 1980 deluje kot dopisnik TV Slovenija iz Pomurja in redaktor TV oddaje Mostovi – Hidak, v oddaji za in o prekmurskih Madžarih. Je tudi stalni sodelavec TV oddaje Slovenci v zamejstvu, o Slovencih v Avstriji, Italiji in na Madžarskem. Delal je kot specializiran novinar za manjšine in kulturo, sredi devetdesetih let dvajsetega stoletja pa je bil prvi stalni RTV dopisnik iz Madžarske in madžarskega zamejstva, nato zopet dopisnik TV Slovenija iz Pomurja. Od leta 2002 deluje kot novinar v oddaji Radia Slovenija Sotočje, kjer poroča o Slovencih na madžarskem in avstrijskem Štajerskem. Življenje štajerskih Slovencev spremlja od sredine sedemdesetih let dvajsetega stoletja, načrtno pa od leta 1993. Življenje Slovencev na Madžarskem pa spremlja od leta 1968. Daljše obdobje je poročal o gradiščanskih Hrvatih v Avstriji in o mednacionalnih odnosih v Vojvodini v Srbiji.
Kot stalni zunanji sodelavec je z manjšinsko tematiko sodeloval v Delu, Primorskem dnevniku – Trst, Slovenskem vestniku, Našem tedniku – Celovec, Porabju – Monošter, Slovenskem koledarju – Monošter, Rodni grudi, Sloveniji, Oddaji Svet, Moji Slovenci, slovenskem programu Radia Monošter in oddaja madžarske TV Slovenski utrinki.
Bil je sourednik več zbornikov, ki jih je izdala Ustanova dr. Šiftarjeva fundacija, Sezonstvo in izseljenstvo v panonskem prostoru, Sodelovanje ob meji; v teh zbornikih je sodeloval tudi kot avtor publicističnih prispevkov, najpogosteje na temo informiranja narodnosti in o narodnosti. 
Poleg obsežnega novinarskega dela je tudi pesnik in pisatelj. Izdal je tri romane in osem pesniških zbirk, nekatere v sodelovanju z drugimi avtorji. Take so tri, in sicer dvojezična madžarsko – slovenska pesniško zbirko z naslovom Naj - Leg, ki jo je izdal skupaj s pokojnim madžarskim književnikom Sandorjem Szunyoghom, Glasovi province, za katero je Ružič prispeval cikel sedmih pesmi z naslovom Bele kače in pesniška zbirka Dvakrat stesana krsta, kjer je objavil cikel pesmi z naslovom Sedem kačastih zabesed. Leta 2007 pa je ugledala luč sveta dvojezična slovensko - nemška pesniška zbirka Vtisnjenke. Povest Portret čaka na izid. Objavljal je tudi v reviji Dialogi in Sodobnost ter v radijskih oddajah, zlasti v Literarnem nokturnu na Radiu Slovenija in na Radiu Maribor.

## Priznanja in odlikovanja
Leta 2011 ga je predsednik Republike Slovenije Danilo Türk odlikoval z redom za zasluge Republike Slovenije »za razvoj in ohranjanje Slovencev na Madžarskem in za ustvarjanje plodnih stikov in sodelovanja med Republiko Madžarsko in Republiko Slovenijo«.

### Pesniške zbirke
- Ljudje, človek, ljudje - 1967
- Milijonta vsakdanjost - 1976
- Naj-leg - 1980
- Delibab - Privid - 1997
- Glasovi province - 1999
- Dvakrat stesana krsta - 2001
- Razsanjani dan - 2001
- Vtisnjenke - 2007
- Eva - 2018
- Odhajanja - 2023

### Proza
- Érd - tudi o ljudeh kockastih glav - 1998
- Vijolični dim ali roman o treh letnih časih - 2001
- Pesem Črnih mlak - 2006
- Portret - povest  - 2010
- Predor pod Hortobagyem - 2012
- Anka in Kugyjev pogled - 2017
- Na bregi trnina: Novinarsko popotovanje skozi zgodbe v Panonskem prostoru: 1966–2020 (spominska proza, 2025)